# Клаус Барби
Николаус "Клаус" Барби (Бад Годесберг (данашњи Бон), 25. октобар 1913 — 25. септембар 1991), официр СС-а и Гестапа.
Рођен је као ванбрачно дете у граду Бад Годесберг, Северна Рајна-Вестфалија. 1934. прикључио се СС-у, а 1937. и Нацистичкој странци. 1941. послан је у Амстердам, а касније, у мају 1942, у француски град Лион. Тамо ће, носећи зелену униформу Гестапоа као шеф локалне јединице, стећи надимак "касапин из Лиона". Постао је одговоран за стравичне злочине, посебно смрт чак 26197 особа. Једна од тих особа био је и Жан Мулен, највише рангирани члан Покрета отпора икад ухваћен од нациста.
Од 1945—1955. радио је за британске и америчке обавештајне службе. Те службе су га користиле да помогне анти-комунистичке напоре у Европи. Пошто су Французи сазнали да ради за Американце, апеловали су да га Американци изруче ради суђења за злочине. Ови то нису учинили, већ су му помогли да побегне 1955. године у Боливију, преко пацовских канала уз помоћ Крунослава Драгановића, организатора једног од тих канала. У Боливији се бавио дрогом. Од малог дилера постаје наркобос. Према документарном филму "Непријатељ мог непријатеља", учествовао је и у боливијском пучу, тачније у убиству герилског вође Че Геваре.
Као нациста идентификован је 1971, али је у Лион послат тек 1983. године. 11. маја 1987. почело је суђење са поротом које је и снимано. 4. јула 1987. осуђен је на доживотни затвор због злочина против човечности. Умро је у 77. години у затвору у Лиону од рака.